# Achille seduto
Achille seduto è un affresco rinvenuto nella casa del Peristilio a Pompei e custodito all'interno del Museo archeologico nazionale di Napoli.

## Storia
L'affresco venne realizzato in un periodo compreso tra il 20 e il 10 a.C. e decorava uno dei cubicoli della casa del Peristilio. Venne ritrovato il 10 aprile 1762 durante le indagini archeologiche che interessarono la casa e successivamente staccato dalla sua collocazione originaria per essere conservato al Museo archeologico nazionale di Napoli.

## Descrizione
L'affresco, in forma di frammento, raffigura un uomo, probabilmente Achille, con il volto posto di profilo e testa coronata da una corona di foglie, seduto su un trono, con il busto in torsione. Alle sue spalle una donna, vestita con una toga e in mano un ramo, e, accanto ad essa, si intravede solo parte di un'altra toga di una figura andata perduta. La scena si svolge all'aperto, in quanto, sullo sfondo, si scorge un albero.